# Hartford WCT
L'Hartford WCT è stato un torneo di tennis facente parte del World Championship Tennis giocato nel 1982 ad Hartford negli USA su campi in sintetico indoor.

## Albo d'oro

### Singolare
| Anno       | Vincitore     | Finalista     | Punteggio     |
| ---------- | ------------- | ------------- | ------------- |
| 1978       | John McEnroe  | Johan Kriek   | 6–2, 6–4      |
| 1979- 1981 | Non disputato | Non disputato | Non disputato |
| 1982       | Ivan Lendl    | Bill Scanlon  | 6–2, 6–4, 7–5 |

### Doppio
| Anno       | Vincitori                 | Finalisti                   | Punteggio     |
| ---------- | ------------------------- | --------------------------- | ------------- |
| 1978       | William Maze John McEnroe | Mark Edmondson Van Winitsky | 6–3, 3–6, 7–6 |
| 1979- 1981 | Non disputato             | Non disputato               | Non disputato |
| 1982       | Robert Lutz Dick Stockton | Mike Cahill Tracy Delatte   | 3–6, 6–2, 6–3 |